# Област Сетана
Област Сетана (јап. 瀬棚郡) Setana-gun се налази у субпрефектури Хијама, Хокаидо, Јапан. 
2004. године, у области Сетана живело је 15.173 становника и густину насељености од 14,14 становника по км². Укупна површина је 1.072,86 км².

## Вароши
- Имакане42° 25′ 46″ С; 140° 00′ 31″ И / 42.429413° С; 140.008639° И